# Negació
La negació és un mecanisme gramatical i de la lògica que indica la no realització o existència de l'element que acompanya. A la llengua s'expressa mitjançant partícules específiques o bé es dedueix del context. En lògica, s'usa el signe ¬ davant la proposició que es vulgui negar. Finalment, la negació pot ser un procés psicològic propi de l'inconscient, que no accepta determinades situacions reals o imaginàries, segons Freud.

## Concepte de negació lingüística
Si bé la negació és un concepte universal, cada llengua l'expressa de maneres diferents. El mateix concepte de negació lingüística és polisèmic, ja que inclou:
- l'afirmació que no es dona X
- la falsedat o manca de veritat de X
- el rebuig d'allò implicat per X o les seves conseqüències
- l'exclusió de X d'un conjunt o d'una característica donada
- el matís del significat de la frase afirmativa

La negació està sempre lingüísticament marcada, és a dir, ha d'incloure un mecanisme específic perquè per defecte les frases són afirmatives. La negació pot aplicar-se a un enunciat sencer, a una oració o a un sintagma, segons la posició dels elements de negació. Aquests elements solen ser plurals a totes les llengües conegudes; no hi ha un únic element que negui.
Segons l'escola d'anàlisi, es considera que la negació té diferent natura. Per als estructuralistes és un pol binari amb l'afirmació, de manera que hi ha oracions enunciatives afirmatives i negatives; oracions exhortatives afirmatives i negatives, etc. Per a d'altres és un accident gramatical a part, com pot ser l'aspecte o el temps als verbs o el gènere a l'adjectiu.

## Formació de la negació
La negació es pot formar lèxicament o mitjançant procediments analítics, gramaticals. La negació lèxica pot raure en l'addició d'afixos ("desfer" nega a "fer") o en l'ús de l'antonímia ("mort" nega semànticament a "viu"), mentre que els procediments gramaticals inclouen l'aparició d'elements de negació (com l'adverbi "no") o l'ús d'estructures suplementàries (com el cas de "sense sal"), on és el significat dels mots el que nega l'afirmació.
La negació, paradoxalment, pot tenir un significat no negatiu, com en el cas de fórmules de cortesia ("no tindràs pas un altre llapis?") o la ironia. Alguns idiomes fan funcionar la doble negació com una afirmació, com passa a les proposicions lògiques, mentre que d'altres es basen en la duplicació de partícules, com en català "Ningú no ho diria". Quan apareix una partícula de negació que no nega semànticament, s'anomena negació expletiva.

## La negació lògica
La negació lògica neix de la lingüística, és un universal semàntic (un concepte compartit per tots els idiomes perquè pertany al llenguatge mental comú). El signe ¬ indica negació lògica i vol dir que no és veritat la proposició següent (esquematitzada amb lletres majúscules: P, Q, R...). Si apareixen dos signes ¬¬, s'anul·len, com si fossin els signes negatius en matemàtiques.
Es fa servir per fer raonaments. Si apareix a la conclusiió la negació de la premissa, el raonament deixa de ser vàlid, segons la prova per contradicció de la lògica clàssica. A la programació informàtica, la negació lògica serveix per invertir l'ordre donada (en una polaritat binària).

## Polaritat i gradació
La negació pot indicar o no polaritat. Si oposa dos termes, com en l'antonímia complementària, existeix polaritat (si no és "mascle" és "femella"). Però també pot existir absència de polaritat (si no és "negre" pot ser "gris", "blanc", "verd..."). En aquest cas es parla de gradació, escalaritat o negació parcial.
Mentre que els termes positius admeten la quantificació parcial, no l'admeten els negatius; és a dir, la gradació no és completa. Existeixen mots universals afirmatius en totes les llengües ("tothom"), particulars afirmatius o gradació d'afirmatius ("alguns") i universals negatius ("ningú), però no es troben termes per designar gradació negativa.
La negació no ha de ser bidireccional: la "nit" és el "no-dia" però "dia" pot ser "no-nit" quan es parla d'una jornada, o tenir un sentit diferent si es parla de "dies de la setmana", per exemple. Això succeeix per la polisèmia de totes les llengües. Igualment passa amb la negació de frases: "refuso" equival a "no vull" però "no refuso" no significa necessàriament "vull".
A vegades la polaritat té un sentit afegit, una connotació moral o social. El contrari de "net", "brut", indica molt més que absència de netedat o presència de taques, té una càrrega pejorativa.

## L'abast de la negació
La negació pot aplicar-se sobre una proposició (sempre en lògica) o sobre altres elements (en lingüística). Això va suposar un problema per al generativisme, ja que la frase no es podia transformar mecànicament des de l'afirmació sense tenir en compte el context. El mateix Noam Chomsky reconeix aquest fet amb l'exemple: "El Joan no estima la Maria". La frase aïllada és una transformació clara de "En Joan estima la Maria" + negació, és a dir "¬ El Joan estima la Maria". Però si la frase continua, el sentit pot veure's transformat: "El Joan no estima la Maria, prefereix l'Anna" no indica el mateix que "El Joan no estima la Maria, l'adora" o que "El Joan no estima la Maria, és en Pere qui la vol". En aquests casos es veu que l'abast de la negació canvia, focalitzant l'atenció en l'objecte, el verb o el subjecte respectivament.

## Inferències i negació
La negació parteix de l'afirmació, per tant implica una inferència o hipòtesi sobre l'existència d'allò designat per la proposició, tant en lògica com en lingüística (com estudia la teoria dels actes de parla): a la frase "El rei de França no és calb", s'infereix l'existència d'un rei de França; encara que aquest ésser no existeixi, és necessari per comprendre l'oració.
Segons la teoria psicològica de fons-forma (Gestalt), la negació no solament implica l'afirmació, sinó que la subratlla, fent que es focalitzi l'atenció sobre l'abast de la negació igual que la percepció humana destaca una figura sobre el fons si l'interessa, com sosté Ronald Langacker.